# Martín Zapata
Martín Zapata Viveros (Santander de Quilichao, 28 ottobre 1970 – Cali, 22 aprile 2006) è stato un calciatore colombiano, di ruolo centrocampista.

## Caratteristiche tecniche
Giocava come centrocampista; José Eugenio Hernández, suo allenatore al Deportivo Cali, lo indicò come un leader in campo e sottolineò come fosse dotato di disciplina tattica.

## Carriera

### Club
Crebbe nelle giovanili del Boca Juniors di Cali. Passò poi all'Once Philips Colombiana (che nel 1994 cambiò nome in Once Caldas), con cui giocò in massima serie nazionale. Nel 1995 passò al Deportivo Cali, in cui trovò spazio con regolarità: nel 1996 vinse il titolo colombiano con la maglia bianco-verde. Nel 1998, anno della seconda vittoria in ambito nazionale, fu nominato capitano della squadra dal tecnico Hernández. Nel 1999 partecipò alla Coppa Libertadores, mettendosi in evidenza grazie alle 6 reti segnate, che lo resero capocannoniere della manifestazione, insieme ad altri cinque giocatori. In quello stesso torneo, Zapata fu anche decisivo per la sconfitta della propria squadra in finale, contro il Palmeiras: sbagliò difatti il rigore decisivo. Nel 2001 lasciò il Deportivo per l'Atlético Nacional, con cui si ritirò nel 2003.

### Nazionale
Zapata fu convocato in Nazionale colombiana per la prima volta nel 1995, prendendo parte ai XII Giochi panamericani: segnò un gol nella finale 3º-4º posto tra Colombia e Honduras. Nel 1997 fu incluso nuovamente tra i membri della Nazionale, stavolta venendo inserito nella lista per la Copa América 1997. In tale competizione non fu però mai schierato dal CT Gómez. Zapata tornò a vestire la divisa della selezione cafetera nel 2000, in occasione della Gold Cup, cui la Colombia partecipava in quanto invitata. Esordì dunque il 12 febbraio 2000 all'Orange Bowl di Miami contro la Giamaica: giocò da titolare. Fu poi impiegato contro Honduras, Stati Uniti, Perù e Canada, sempre da titolare.

## Morte
È stato assassinato con tre colpi di arma da fuoco a Cali mentre cercava di separare due persone coinvolte in una rissa.

## Palmarès

### Club
- Campionato colombiano: 2

Deportivo Cali: 1995-1996, 1998

### Individuale
- Capocannoniere della Coppa Libertadores: 1

1999 (6 gol, a pari merito con Rubén Sosa, Gauchinho, Ruberth Morán, Fernando Baiano e Víctor Bonilla)